# Дерманська (пам'ятка природи)
Де́рманська — ботанічна пам'ятка природи місцевого значення в Україні. Розташована в межах Здолбунівського району Рівненської області, на схід від села Дермань Друга. 
Площа 120 га. Статус надано згідно з рішенням обласної ради від 13.03.1999 року № 69. Перебуває у віданні: село Дермань Друга. 
Статус надано для збереження унікальної ділянки заболоченої заплави річки Устя. Зростають рідкісні болотні види рослин, з яких 13 видів занесено до Червоної книги України. 
Пам'ятка природи входить до складу Дермансько-Мостівського регіонального ландшафтного парку.